# Halina Kurkowska
Maria Halina Kurkowska z domu Kwiatkowska (ur. 3 maja 1922 w Radomiu, zm. 22 października 1983 w Warszawie) – polska językoznawczyni, od 1973 profesor Uniwersytetu Warszawskiego; współautorka monografii Stylistyka polska (1959) i Słownika poprawnej polszczyzny (1973).

## Życiorys
Ojciec Haliny Kurkowskiej był nauczycielem w radomskim gimnazjum. Egzamin dojrzałości zdała w 1939, po wybuchu II wojny światowej rozpoczęła pracę w radomskiej mleczarni. Początkowo pracowała fizycznie, ale wkrótce została sekretarką dyrektora zakładu, który był Polakiem. Po nawiązaniu kontaktu z prof. Julianem Krzyżanowskim, zmieniła pracę na taką, która umożliwiała jej wyjeżdżanie do Warszawy na konspiracyjne zajęcia. Studiowała z Tadeuszem Gajcym, Julią Hartwig i Zdzisławem Strohlskim. Brała udział w Ruchu Oporu w szeregach Armii Krajowej. Po wyzwoleniu wyjechała do Krakowa, gdzie spotkała się z prof. Witoldem Doroszewskim, który został promotorem jej pracy magisterskiej, którą obroniła jesienią 1945 w Warszawie. Następnie została wolontariuszką w Katedrze Języka Polskiego Uniwersytetu Warszawskiego, w 1949 obroniła pracę doktorską na temat „Budowa słowotwórcza przymiotników polskich”, a w 1954 została docentem.
Od 1953 kierowała Zakładem Stylistyki i Kultury Języka Polskiego, w 1973 została profesorem nadzwyczajnym. Dwa razy była prodziekanem, pierwszy raz na Wydziale Dziennikarstwa, następnie na Wydziale Filologii. Równolegle do pracy na Uniwersytecie Warszawskim przez osiem lat kierowała Studium Podyplomowym dla nauczycieli polonistów.
Specjalizowała się w badaniach nad słowotwórstwem i leksykografią oraz socjolingwistyką i kulturą języka polskiego.
Zmarła z powodu choroby nowotworowej.
W styczniu 1976 roku podpisała list protestacyjny do Komisji Nadzwyczajnej Sejmu PRL przeciwko zmianom w Konstytucji Polskiej Rzeczypospolitej Ludowej. W PRL informacje na temat Haliny Kurkowskiej podlegały cenzurze.  W 1977 roku jej nazwisko znajdowało się na specjalnej liście osób pod szczególną kontrolą cenzury. Zalecenia cenzorskie dotyczące jej osoby zanotował Tomasz Strzyżewski, który w swojej książce o peerelowskiej cenzurze opublikował notkę informacyjną z 7 stycznia 1977 roku  Głównego Urzędu Kontroli Prasy, Publikacji i Widowisk. Wytyczne dla cenzorów wymieniały jej nazwisko z adnotacją: "Wszelkie próby popularyzowania w środkach masowego przekazu (prasa codzienna, radio, TV, tygodniki społeczno-polityczne) niżej wymienionych osób należy sygnalizować kierownictwu GUKPPiW". Zalecenia cenzorskie zezwalały jedynie na publikacje w prasie specjalistycznej, naukowej oraz skryptach itp..

## Dorobek naukowy
Halina Kurkowska była autorką wielu felietonów, artykułów i książek o tematyce związanej z językiem polskim. Spośród bogatego dorobku naukowego Haliny Kurkowskiej należy wymienić następujące książki:
- Budowa słowotwórcza przymiotników polskich (1954),
- Stylistyka polska. Zarys (wspólnie ze Stanisławem Skorupką) (1959),
- Kultura języka polskiego. Zagadnienia poprawności gramatycznej (wspólnie z Danutą Buttler i Haliną Satkiewicz) (1971),
- Słownik poprawnej polszczyzny (wspólnie Witoldem Doroszewskim) (1973).
- O nowym słownictwie polskim,
- Polszczyzna ludzi myślących,
- Mały słownik frazeologiczny (wspólnie z Teresą Iglikowską),
- Zagadnienia poprawności gramatycznej,
- Współczesna polszczyzna (praca zbiorowa),
- Językoznawstwo strukturalne.